# Oldřiš u Merklína
Oldřiš (deutsch Ullersgrün) ist ein Ortsteil von Merklín in Tschechien.

## Geographie
Oldřiš liegt am südlichen Steilabfall des Erzgebirges unweit von Jáchymov am Fuße des Plešiveces.

## Geschichte

Kartenausschnitt von 1881

Die Ersterwähnung des Ortes erfolgte im Jahre 1273.
Die Bewohner betrieben ursprünglich meist Landwirtschaft und Viehzucht oder pendelten seit dem 19. Jahrhundert in die Fabriken nach Merkelsgrün, Salmthal oder Sankt Joachimsthal.
Die größtenteils deutsche Bevölkerung des Ortes wurde nach Ende des Zweiten Weltkrieges aus ihrer Heimat vertrieben. 1948 wurde Oldřiš nach Merklín eingemeindet.